# Kanonsko pravo
Kanonsko pravo označava zbir crkvenih zakona kojima se upravlja životom pojedinih Crkava. U temelju kanonskog prava stoje odredbe prvih sedam ekumenskih sabora. Te su se odluke nazivale kanonima (grč. κανών što znači »pravilo«, »odredba«, »mjera«), pa odatle dolazi i naziv »kanonsko pravo.«
Kanonsko pravo kao znanstvena disciplina istodobno je predmet izučavanja teološke i pravne znanosti.

## U Katoličkoj Crkvi
U Rimokatoličkoj Crkvi kanonsko pravo predstavlja zbir pravnih propisa što ih je donijela Crkva, a koji upravljaju životom vjernika u svijetu te međucrkvenim odnosima i odnosima s vanjskim svijetom.
Kanonsko je pravo dijelom crkvenog prava, u koji još ulaze liturgijsko pravo i javno crkveno pravo.
U kanonskom pravu riječ je o propisima koji:
- ostvaruju pravne kanonske odnose s obzirom na pravni položaj vjernika unutar tijela Crkve;
- propisuju način provođenja tih odnosa;
- opisuju hijerarhiju sastavnih dijelova Crkve i propisuju njihovu djelatnost;
- vrednuju i propisuju ponašanje vjernika.

Osim toga, jer se Crkva sama opisuje kao stvarnost sastavljena od božanskog i ljudskog, tako i kanonsko pravo sadrži propise božanskog porijekla, božansko pravo, te propise ljudskog porijekla, ljudsko pravo. Oni prvi imaju božanski izvor (npr. božanska objava) pa ih se i ne može mijenjati ljudskom odlukom, dok ljudsko pravo proizlazi iz zakonite crkvene vlasti što je, primjerice, predstavljaju rimski papa i ekumenski sabor.

### Povijest kanonskog prava u katoličanstvu
Katolička Crkva posjeduje jednu od najstarijih živih pravnih tradicija, koja započinje odredbama Starog i Novog zavjeta, što uključuje i t.zv. »Apostolski sabor« spomenut u Djelima apostolskim. U zakonske propise Crkve postupno su unošene odredbe ekumenskih sabora te prava i običaji rimskog, vizigotskog, saskog i keltskog podrijetla, kao i iskustva kasnijeg razvoja u životu Crkve.
Odredbe ekumenskih sabora, koje se i na Istoku prihvaćaju kao kanonske, na Zapadu su dopunjavane odlukama mjesnih crkvenih sabora, kao i propisima što ih je donosio rimski biskup (papa), koji je na Zapadu uvijek uživao primat (prvenstvo) u disciplinskim pitanjima, kao i u pitanjima nauka. 
Prvi sustavni pokušaj stvaranja zbirke kanonskih zakona bio je onaj monaha kamaldoleza Gracijana u 11. stoljeću (Decretum Gratiani). Papa Grgur IX. izdao je prvu službenu zbirku kanona nazvanu Liber extra (1234.) Nakon njega, Bonifacije VIII. objavio je Liber sextus (1298.), a Klement V. tzv. Clementines (1317.)
Do 1917. zakonodavstvo je naraslo na oko 10.000 kanona, od kojih su mnogi bili neprovedivi zbog promjene povijesnih uvjeta. To je navelo papu Pija X. na naloži objavljivanje prvog Zakonika kanonskog prava, u samo jednoj knjizi s jasno izraženim zakonima. Rad komisije koja je izrađivala ovaj Zakonik dovršen je za pape Benedikta XV., koji je i objavio Zakonik. Premda je stupio na snagu 1918., obično ga se naziva Zakonikom iz 1917. Ovaj je Zakonik nastojao uklopiti sve propise donijete kroz povijest Crkve.

### Današnje kanonsko pravo
Nakon Drugog vatikanskog sabora postalo je jasno da će u novonastalim uvjetima biti potreban i novi Zakonik. Nakon gotovo dva desetljeća rasprava i brojnih pripremnih inačica Zakonika, papa Ivan Pavao II. objavio je 25. siječnja 1983. novi Zakonik kanonskog prava. Istočne katoličke Crkve dovršile 1990. su radove na izradi svoga Zakonika kanona istočnih Crkava.
Uz Zakonik kanonskog prava, u Katoličkoj crkvi vrijede i ostali propisi koji nisu izrijekom opozvani, te kasnije odredbe Svete stolice objavljene bilo od samoga pape, bilo od pojedinih ustanova Svete stolice. Tako se dijelom kanonskog prava smatraju i svi liturgijski propisi.

## U Pravoslavnoj Crkvi
U Pravoslavnoj Crkvi pod kanonskim pravom obično se podrazumijevaju odredbe crkvenih sabora od 4. do 9. stoljeća, dok se ostale crkvene odluke obično nazivaju pravila. Tako, u strogom smislu riječi, kanonsko pravo u Pravoslavnoj Crkvi čine samo one odredbe koje je Crkva donijela do 9. stoljeća.

### Kanoni prvih ekumenskih i mjesnih sabora
Kanonsko pravo, na taj način, u pravoslavlju čine crkveni kanoni ili pravila i odredbe kršćanske etike, bogoslužja, discipline klera, monaštva, crkvene organizacije i jurisdikcije, što su ih proglasili ekumenski ili mjesni sabori. Ovi kanoni predstavljaju crkveno zakonodavstvo. Ipak, u Pravoslavnoj Crkvi kanonski propisi nisu shvaćeni tako stroga kao što je to slučaj na Zapadu, pa se i primjenjuju slobodnije u odnosu na povijesne i društvene prilike svake pojedine mjesne Crkve.
Pravoslavci grčkoga jezika načinili su zbirku kanona u djelu pod imenom Πεδαλιον (Pedalion), no tu nipošto nije riječ o zakoniku u smislu katoličkog Zakonika kanonskog prava, nego o svojevrsnom izboru jedne od tradicija tumačenja kanona.

### Ostali kanoni
Pojedine Pravoslavne Crkve donose vlastite kanone (ili pravila). Ovi se kanoni odnose na: disciplinu posta, štovanje ikona, brak, razvod, ređenje (hirotoniju) svećenika, disciplinu klera i monaha, sudjelovanje laika u životu Crkve, hijerarhijske stupnjeve, poredak eparhija po časti, međucrkvene odnose, javne odnose itd.

## Vanjske poveznice
- Katedra kanonskog prava Sveučilišta u Zagrebu
- Zakonik kanonskog prava (1983.) na stranicama HBK
- Velimir Blažević, Vodič kroz crkveno pravo za vjernike (2007.)
- Marko Petrak, Kanonsko pravo i hrvatski pravni sustav (I). Pravni izvori i pravna načela, Zbornik Pravnog fakulteta u Zagrebu 2-3/2020.; Kanonsko pravo i hrvatski pravni sustav (II). Codex Iuris Canonici i suvremeno hrvatsko pravo, Zbornik Pravnog fakulteta u Zagrebu 5/2020.

| Portal:Kršćanstvo | Portal: Kršćanstvo |